# Claes Rålamb
Claes Rålamb (8 mai 1622 - 14 mars 1698) est un homme d'État suédois. En 1660 il est nommé gouverneur du comté d'Uppland et participe au Conseil privé de Suède en 1664. Entre 1673 et 1678 il est sur-gouverneur de Stockholm.
Claes Rålamb mène également une ambassade suédoise à Constantinople, capitale de l'Empire ottoman.
Il est le père de Åke Rålamb.

## LeLivre des costumes
Le Livre des costumes est un volume de petite taille contenant 121 miniatures réalisées à l'encre indienne, avec de la gouache et des dorures, représentant des officiels du Sérail, des activités de cour et des costumes traditionnels.
Il fut acquis par Claes Rålamb à Constantinople entre 1657 et 1658, lorsqu'il dirigea une ambassade suédoise dans cette ville, et arriva au département des Manuscrits de la Libraire royale de Suède en 1886.
Ce livre est une variante des albums dits muraqqa, réalisés pour les visiteurs occidentaux de l'Empire, sur le principe de ce qui sera plus tard la carte postale.
Ces miniatures ont également un fort lien avec les Peintures processionnelles de Rålamb, une série de 20 peintures exposant la procession du sultan vers Edirne - l'ancienne Adrianople -, aujourd'hui conservées au Nordiska Museet de Stockholm. Claes Rålamb fut témoin de cet événement et le décrit dans son journal. Ces peintures furent réalisées à sa demande, probablement par un artiste européen, les miniatures ayant certainement servi comme modèle pour ce dernier.

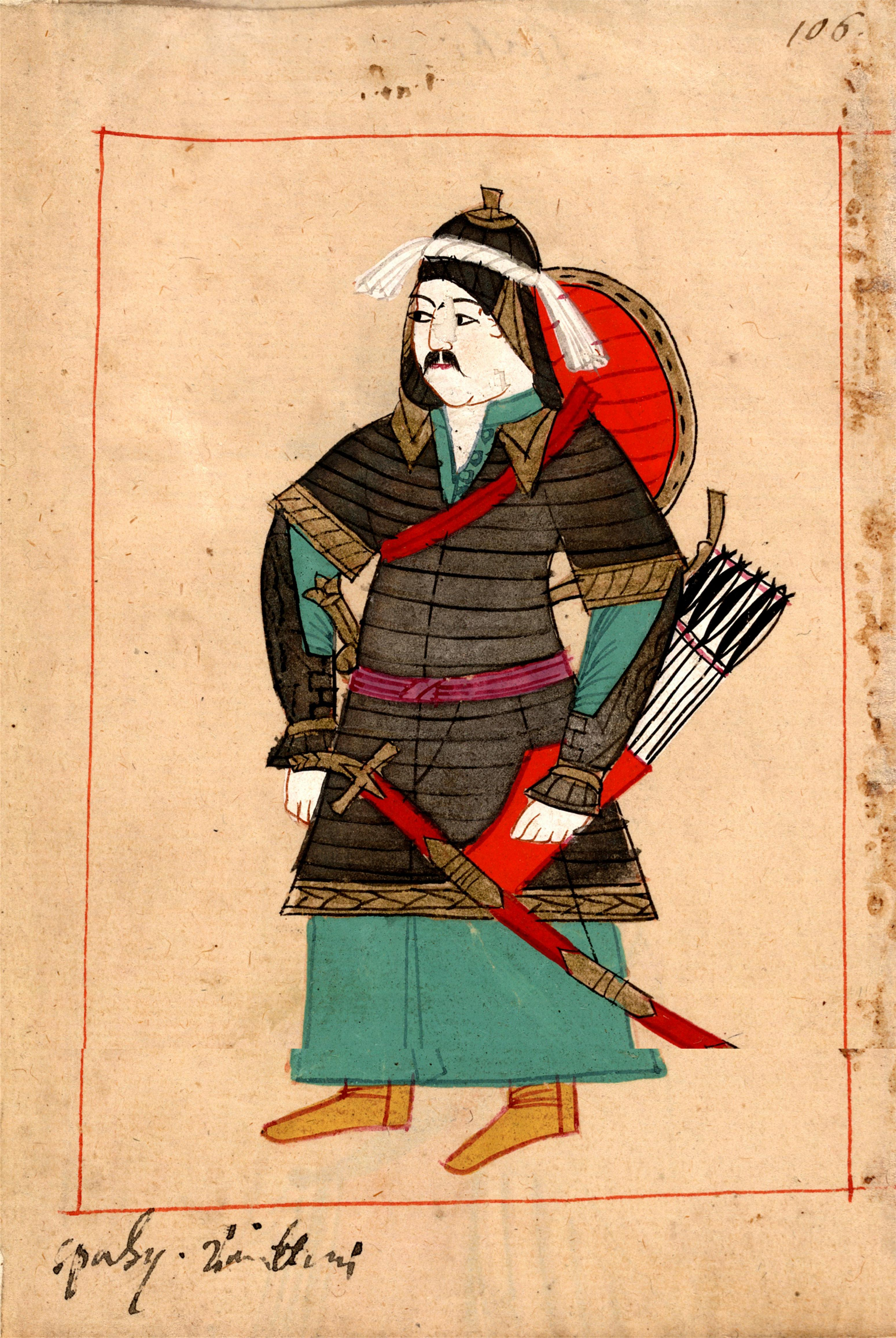
Sipahi.
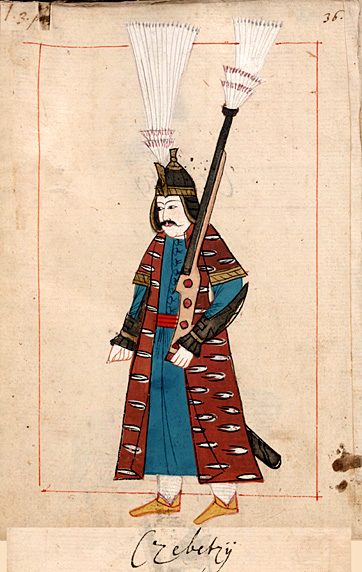
Cebeci.
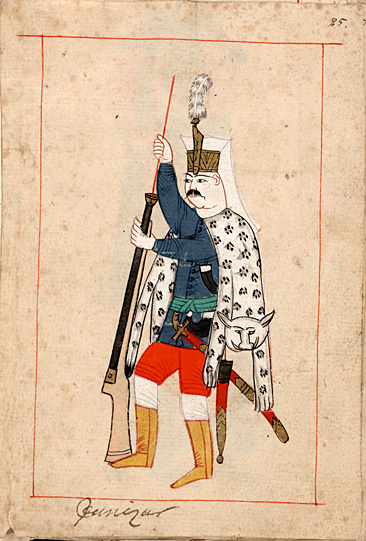
Janissaire.
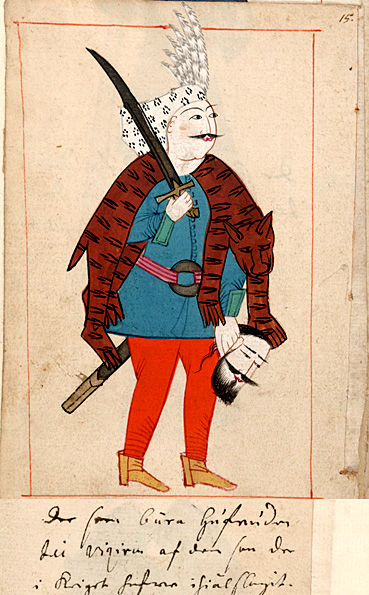
Bourreau du vizir.